# Podlasie Tour
O Podlasie Tour é uma corrida de ciclismo polaca por etapas que se realiza pela região de Podlaquia. Criada em 2015, faz parte do UCI Europe Tour em categoria 2.2.

## Palmarés
| Ano  | Ganhador        | Segundo         | Terceiro       |
| ---- | --------------- | --------------- | -------------- |
| 2015 | Andriy Vasylyuk | Kamil Zieliński | Matvey Nikitin |

## Palmarés por países
| País    | Vitórias |
| ------- | -------- |
| Ucrânia | 1        |